# Parafia Bożego Ciała w Bielawie
Parafia Bożego Ciała w Bielawie – parafia rzymskokatolicka w dekanacie bielawskim diecezji świdnickiej. Została erygowana w czerwcu 2009 r. Jej proboszczem jest ks. Cezary Ciupiak.